# ضعيفات الشمع
ضعيفات الشمع (الاسم العلمي: Amblycera)، رتيبة حشرات قملية من رتبة القمليات. تتطفل على الطيور والثدييات.